# Јожеф Хорват (фудбалер)
Јожеф Хорват (мађ. Horváth József) санадимком Фламо, био је мађарски фудбалер. Држи рекорд за најмлађег играча који је икада постигао хет-трик за репрезентацију.

## Каријера

### Клуб
Фудбал је почео да игра за Будимпешта ТК. Са тимом је освојио два друга места у шампионату Мађарске и једном је био финалиста Купа Мађарсје. Пре Првог светског рата, сматран је најталентованијим нападачем, поред Шандора Боднара и Имреа Шлосера. Савршено је руковао лоптом, одлично је дриблао, а његови шутеви на гол били су опасни. Због честих проблема са леђима, био је приморан да се превремено повуче из активног фудбала.

### Репрезентација
Између 1906. и 1914. године, играо је шест пута за мађарску фудбалску репрезентацију и постигао пет голова.

## Достигнућа, награде
- Мађарско првенство
  - Треће место: 1912/13
- Куп Мађарске у фудбалу
  - Финалиста: 1909/10